# Euphorbia minbuensis
Euphorbia minbuensis  (лат.) — вид двудольных растений рода Молочай (Euphorbia) семейства Молочайные (Euphorbiaceae). Впервые описан британским ботаником Эндрю Томасом Гейджем в 1914 году.

## Распространение, описание
Эндемик Мьянмы. Типовой экземпляр собран в местности Сидоктайя.
Кустарник.

## Синонимы
Синонимичное название — Chamaesyce minbuensis (Gage) Soják.